# Chapelle de Marcilleux
La chapelle de Marcilleux est une chapelle située dans le hameau de Marcillieux à Saint-Vulbas, en France.

## Présentation
La chapelle est située dans le département français de l'Ain, sur la commune de Saint-Vulbas. L'édifice est classé au titre des monuments historiques en 1944.